# کوتوشوو
کوتوشوو (به لهستانی:  Kotuszewo) یک روستا در لهستان است که در گمینا چارنا دانبرووکا واقع شده‌است.
 کوتوشوو  ۳۱ نفر جمعیت دارد.